# France aux Jeux olympiques d'hiver de 1956
Cet article contient des informations sur la participation et les résultats de la France aux Jeux olympiques d'hiver de 1956 à Cortina d'Ampezzo en Italie.

## Liste des médaillés français
Pour l'unique fois, dans l'histoire de sa représentation à des jeux d'hiver, l'équipe de France olympique n’a remporté aucune médaille, lors de ces Jeux organisés à Cortina d'Ampezzo,,.

## Engagés français par sport

### Patinage artistique
- Maryvonne Huet, 17e du simple dames

### Ski alpin
| Athlète          | Épreuve      | 1re manche   | 1re manche  | 2e manche    | 2e manche   | Finale       | Finale      |
| Athlète          | Épreuve      | Score        | Rang        | Score        | Rang        | Score        | Rang        |
| ---------------- | ------------ | ------------ | ----------- | ------------ | ----------- | ------------ | ----------- |
| Charles Bozon    | Descente     | Non disputé  | Non disputé | Non disputé  | Non disputé | 3 min 1 s 9  | 8e          |
| René Collet      | Descente     | Non disputé  | Non disputé | Non disputé  | Non disputé | Disqualifié  | Disqualifié |
| Adrien Duvillard | Descente     | Non disputé  | Non disputé | Non disputé  | Non disputé | Disqualifié  | Disqualifié |
| André Simond     | Descente     | Non disputé  | Non disputé | Non disputé  | Non disputé | Disqualifié  | Disqualifié |
| Adrien Duvillard | Slalom géant | Non disputé  | Non disputé | Non disputé  | Non disputé | 3 min 7 s 9  | 4e          |
| Charles Bozon    | Slalom géant | Non disputé  | Non disputé | Non disputé  | Non disputé | 3 min 8 s 4  | 5e          |
| François Bonlieu | Slalom géant | Non disputé  | Non disputé | Non disputé  | Non disputé | 3 min 11 s 8 | 9e          |
| Gérard Pasquier  | Slalom géant | Non disputé  | Non disputé | Non disputé  | Non disputé | 3 min 25 s 6 | 30e         |
| Gérard Pasquier  | Slalom       | 1 min 31 s 0 | 7e          | 1 min 53 s 6 | 4e          | 3 min 24 s 6 | 6e          |
| Charles Bozon    | Slalom       | 1 min 32 s 3 | 10e         | 1 min 53 s 9 | 7e          | 3 min 26 s 2 | 7e          |
| Bernard Perret   | Slalom       | 1 min 31 s 7 | 8e          | 1 min 54 s 6 | 9e          | 3 min 26 s 3 | 8e          |
| Adrien Duvillard | Slalom       | 1 min 27 s 5 | 2e          | 2 min 51 s 4 | 54e         | 4 min 18 s 9 | 38e         |

| Athlète         | Épreuve      | 1re manche   | 1re manche   | 2e manche    | 2e manche    | Finale       | Finale       |
| Athlète         | Épreuve      | Score        | Rang         | Score        | Rang         | Score        | Rang         |
| --------------- | ------------ | ------------ | ------------ | ------------ | ------------ | ------------ | ------------ |
| Josette Nevière | Descente     | Non disputé  | Non disputé  | Non disputé  | Non disputé  | 1 min 49 s 2 | 8e           |
| Marysette Agnel | Descente     | Non disputé  | Non disputé  | Non disputé  | Non disputé  | 1 min 52 s 4 | 21e          |
| Madeleine Front | Descente     | Non disputé  | Non disputé  | Non disputé  | Non disputé  | 1 min 53 s 6 | 24e          |
| Édith Bonlieu   | Descente     | Non disputé  | Non disputé  | Non disputé  | Non disputé  | Disqualifié  | Disqualifié  |
| Marysette Agnel | Slalom géant | Non disputé  | Non disputé  | Non disputé  | Non disputé  | 1 min 59 s 4 | 8e           |
| Josette Nevière | Slalom géant | Non disputé  | Non disputé  | Non disputé  | Non disputé  | 2 min 0 s 8  | 10e          |
| Madeleine Front | Slalom géant | Non disputé  | Non disputé  | Non disputé  | Non disputé  | 2 min 2 s 3  | 14e          |
| Paule Moris     | Slalom géant | Non disputé  | Non disputé  | Non disputé  | Non disputé  | 2 min 2 s 5  | 18e          |
| Josette Nevière | Slalom       | 1 min 0 s 3  | 13e          | 58 s 0       | 3e           | 1 min 58 s 3 | 8e           |
| Marysette Agnel | Slalom       | 58 s 2       | 6e           | 1 min 0 s 6  | 13e          | 1 min 58 s 8 | 9e           |
| Paule Moris     | Slalom       | 1 min 13 s 9 | 28e          | 1 min 1 s 7  | 16e          | 2 min 15 s 6 | 18e          |
| Muriel Lip      | Slalom       | Disqualifiée | Disqualifiée | Disqualifiée | Disqualifiée | Disqualifiée | Disqualifiée |